# 7 Dywizjon Kawalerii
7 Dywizjon Kawalerii – jednostka rozpoznawcza Polskich Sił Zbrojnych w ZSRR.
7 Dywizjon Kawalerii został sformowany 10 września 1941 przy Ośrodku Zapasowym Armii Polskiej w ZSRR w Tockoje. Wchodził w skład 7 Dywizji Piechoty.
Rozkazem dowódcy PSZ w ZSRR L.dz.650/Org.Tj./42 w lutym 1942 dywizjon został rozformowany, a żołnierze weszli w skład organizującego się 1 Pułku Ułanów Krechowieckich.

## Organizacja i obsada personalna dywizjonu
- dowódca dywizjonu – rtm. Edward Capałła
- dowódca 1 szwadronu – por. Karol Stricker
- dowódca 2 szwadronu – por. Ludwik Turasiewicz
- dowódca plutonu ckm – ppor. Jan Wójtowicz